# Henry Wotton

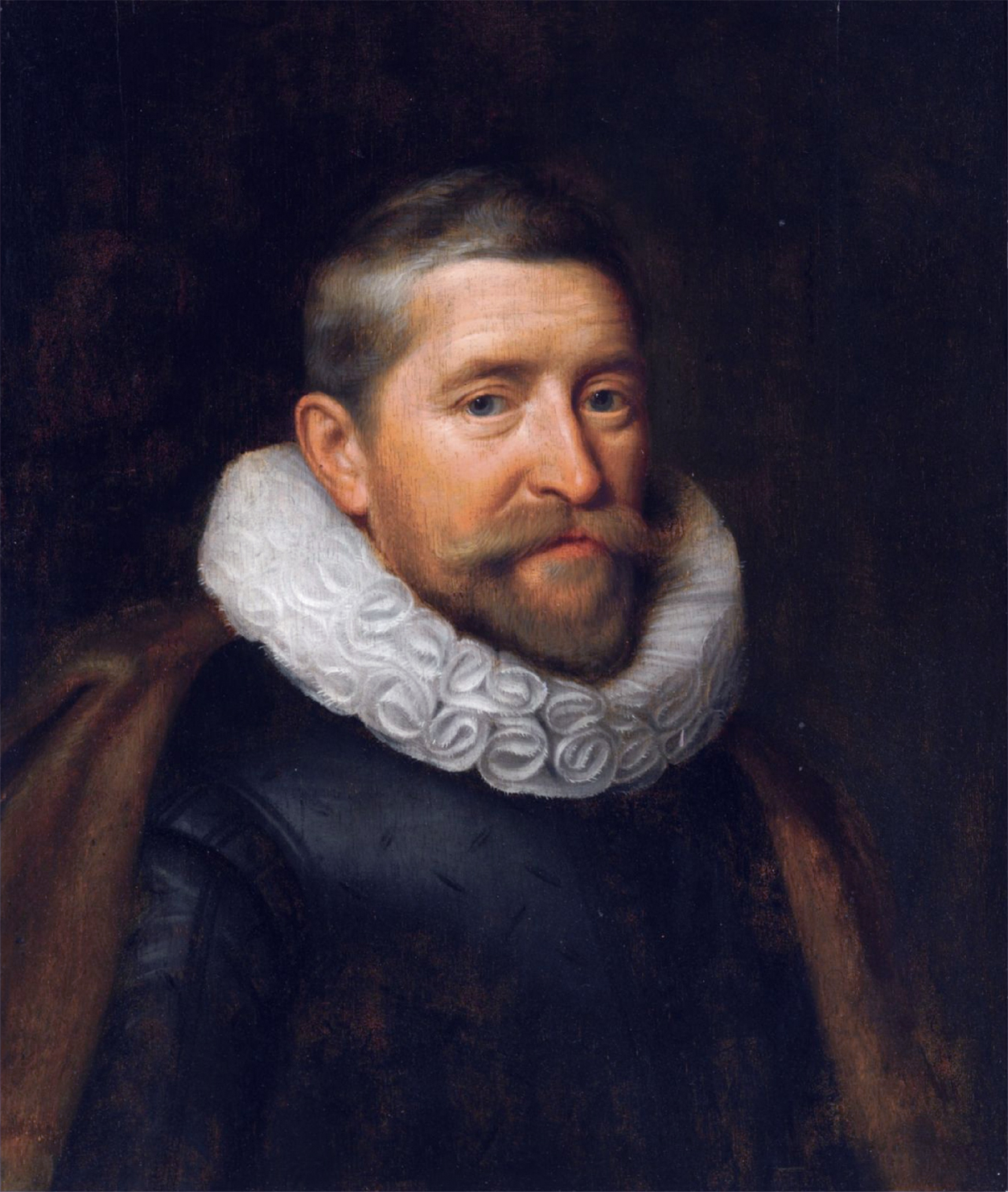
Sir Henry Wotton

Sir Henry Wotton (* 30. März 1568 in Bocton Hall; † Dezember 1639 in Eton, Buckinghamshire) war ein englischer Diplomat, Dichter und Kunstkenner.

## Leben
Wotton studierte an der Universität Oxford, wo er sich mit John Donne anfreundete, und bereiste 1589–1594 Deutschland und Italien, um Sprache und Menschen der beiden Länder kennenzulernen. 1595 unterstützte er Robert Devereux, 2. Earl of Essex, doch schied er 1600 aus dessen Diensten aus, kurz bevor sein geplanter Aufstand aufflog. Wotton kehrte nach Italien zurück, wo ihn der Großherzog Ferdinand I. von Toskana in diplomatischer Mission zum schottischen König Jakob VI. schickte. Als dieser 1603 als Jakob I. König von England wurde, ernannte er Wotton zum englischen Gesandten in Venedig (1604). Wotton blieb zwanzig Jahre dort. Kurz vor seiner Rückkehr veröffentlichte er mit „The Elements of Architecture“ (1624) die erste englische Abhandlung über die Architekturtheorie der Hochrenaissance. Wotton war ein Freund von John Milton, John Hales und Isaac Walton. Von seinen Gedichten wurde „You meaner beauties of the night“ berühmt wegen seiner Eleganz.

## Zitate
“Legatus est vir bonus peregre missus ad mentiendum Reipublicae causa”

„Ein Botschafter ist ein ehrenwerter Mann, der ins Ausland geschickt wird, um zum Besten seines Landes zu lügen.“